# Таня Ступар Трифунович
Таня Ступар Трифунович (на сръбски: Тања Ступар Трифуновић) е босненска сръбска поетеса и писателка на произведения в жанра драма и лирика.

## Биография и творчество
Таня Ступар Трифунович е родена на 20 август 1977 г. в Задар, Хърватия. Семейството ѝ напуска Задар в началото на югославските войни. Завършва сръбски език и литература в Университета на Баня Лука, Босна и Херцеговина. Работи като редактор на списанието за литература, изкуство и култура „Putevi“ (Улици) и работи като редактор на културната програма на Народната и университетската библиотека в Баня Лука.
Пише поезия и проза, разкази, колони и литературни рецензии. Лириката ѝ е отличена с престижни национални и международни награди и е преведена на много езици. Стихосбирката ѝ „Glavni junak je čovjek koji se zaljubljuje u nesreću“ (Главният герой е човек, който се влюбва в несретник) е удостоена с наградата „Грго Мартич“. Нейни поетически творби са включени в представителни антологии.
Първият ѝ роман „Часовниците в стаята на мама“ е издаден през 2014 г. Чрез историята на три поколения жени от едно семейство се представя многопластовата същност на жената и в проблематичните отношения между майка и дъщеря. Главната героиня отива в малко далматинско село, където нейната майка е прекарала последните години от живота си, за да открие по-ясно своето минало, семейни тайни, неизречени истини, в смес от спомени и емоции, отгласи от войната, и да намери моста между миналото, настоящето и бъдещето, любовта и собствената си крехка човешка автентичност. През 2016 г. романът получава Европейската награда за литература на Европейския съюз.
През 2017 г. е получава стипендия и е писател в резиденция по програмата Q21 в Квартала на музеите във Виена, и в Ново место, където работи по следващата си стихосбирка и роман. По допълнителни програми пребивава в Северна Македония и Сърбия.
Таня Ступар Трифунович живее със семейството си в Баня Лука.

## Произведения

### Самостоятелни романи
- Сатови у мајчиној соби (2014) – награда за литература на Европейския съюз
Часовниците в стаята на мама, изд.: ИК „Колибри“, София (2017), прев. Ася Тихинова-Йованович

### Сборници
- O čemu misle varvari dok doručkuju (2008) – сборник разкази

### Поезия
- Kuća od slova (1999)
- Uspostavljanje ravnoteže (2002)
- Adornova svraka (2007)
- Glavni junak je čovjek koji se zaljubljuje u nesreću (2010) – награда „Грго Мартич“

### Екранизации
- 2011 Oktobar – по разказа „Nova zora bledi“